# Galanthus angustifolius
Galanthus angustifolius är en amaryllisväxtart som beskrevs av Jurij Ivanovich Koss. Galanthus angustifolius ingår i släktet snödroppar, och familjen amaryllisväxter. Inga underarter finns listade i Catalogue of Life.

## Bildgalleri

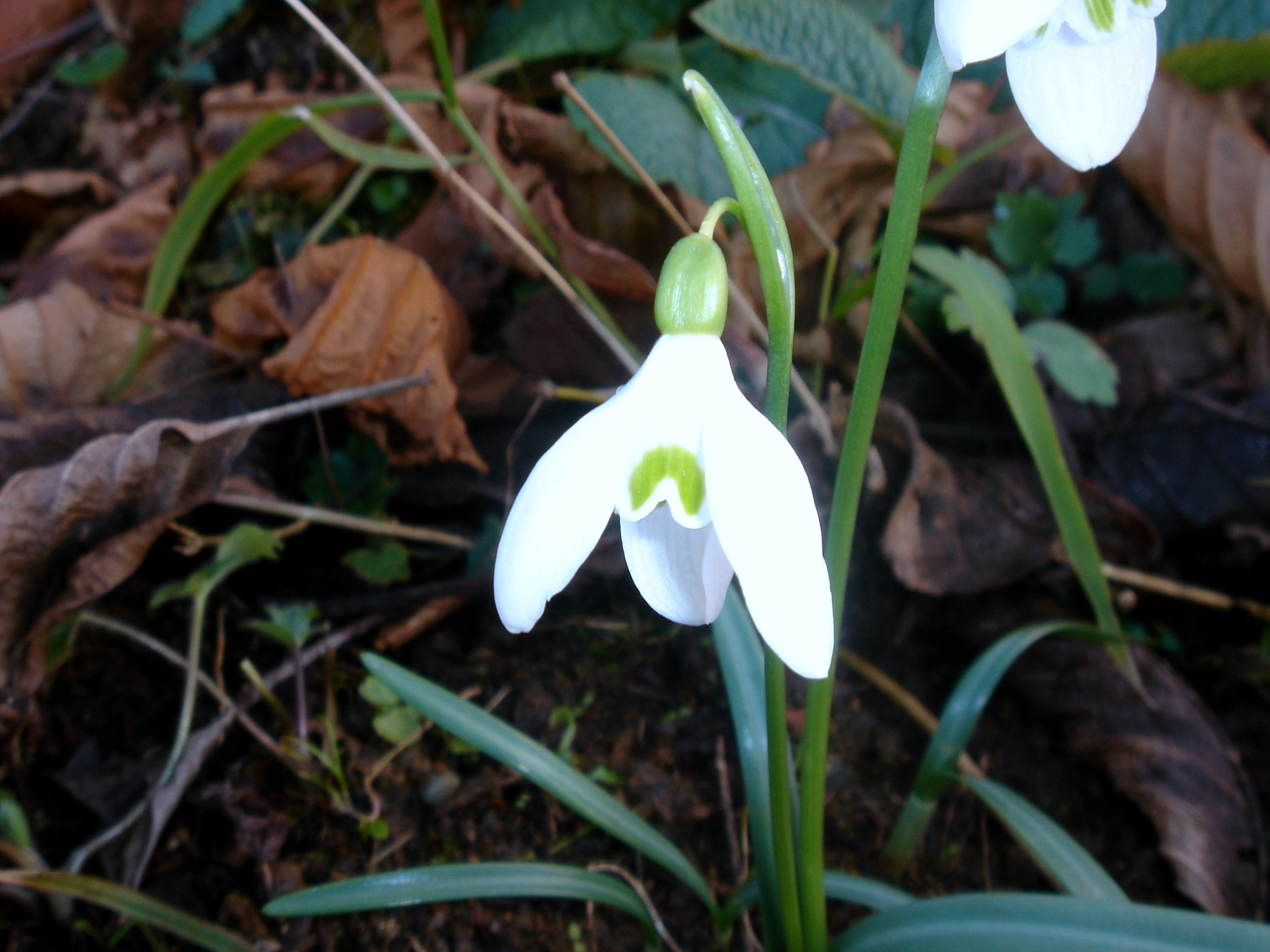